# Reichspostflagge

Reichspostflagge in Schwarz-Rot-Gold von 1921, 3:5,

Die Reichspostflagge war die in der Weimarer Republik und in der Anfangszeit des Nationalsozialismus verwendete Postflagge.

## Geschichte

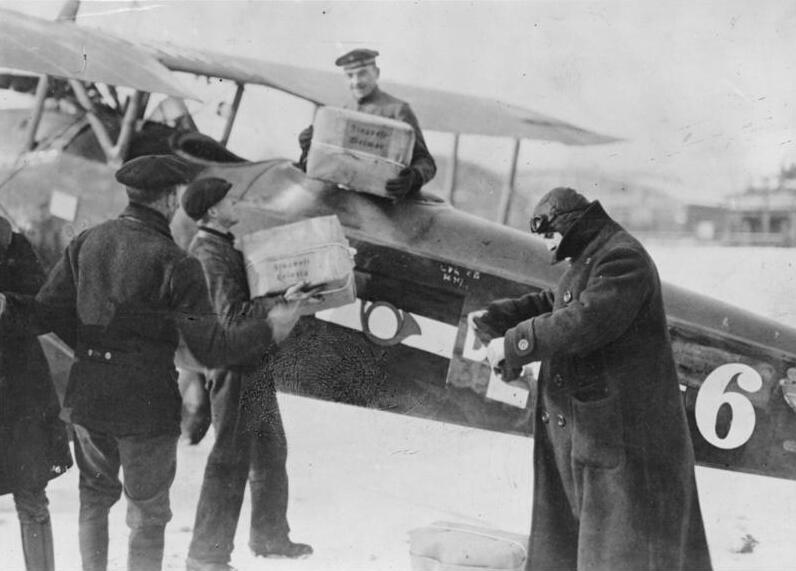
Auf dem Flugzeugrumpf ist eine aufgebrachte provisorische Postflagge zu erkennen. Aufnahme vom Februar 1919

Die auf Grund der Kabinettssitzung der Reichsregierung am 1. September 1919 geschaffene Reichspostflagge sollte aus drei Querstreifen bestehen: Schwarz, Rot und Gold mit einem im roten Streifen angebrachten Posthorn. Am 15. Oktober 1919 wurde das genaue Aussehen der Flagge bekanntgegeben. Sie zeigte drei gleich breite Streifen in den Farben Schwarz-Rot-Gold sowie ein weißes Posthorn mit weißer Kordel und zwei weißen Quasten im mittleren, roten Streifen. Das Größenverhältnis betrug 2:3. Die ursprünglichen Planungen umfassten zu diesem Zeitpunkt auch noch eine gesonderte Reichspostflagge zur See. Diese Idee wurde jedoch bald aufgegeben. Denkbar wäre es, dass bereits vor September 1919 die Posthörner aus den kaiserlichen Postflaggen entfernt und auf schwarz-rot-goldene Flaggen aufgebracht worden sind, um diese als Provisorien zu verwenden. Ob solche Versionen tatsächlich eingesetzt wurden, ist aber eher unwahrscheinlich. Fest steht jedoch, dass Behelfsmodelle der am 15. Oktober 1919 festgelegten Flagge hergestellt worden sind:

„Interessant ist auch die behelfsmäßige Anfertigung dieser Flagge. Der herrschende Rohstoffmangel führte zur Verwendung der alten kaiserlichen Postflagge, aus der man den weißen Streifen heraustrennte und die Rundungen mit Stoffteilen gleicher Farbe ausbesserte. Gelb wurde hinzugefügt und das weiße Posthorn aus den verbleibenden weißen Streifen ausgeschnitten und eingenäht. Das kaiserliche Posthorn konnte nicht verwendet werden, da es mit schwarz-weiß-roter Kordel und Quasten versehen war.“

In welchem Ausmaß diese Behelfsversionen in der Praxis Verwendung fanden, ist nicht bekannt, zumal rasch gegen das Aussehen der Flagge erhebliche Einwände vorgebracht wurden.
Die endgültige Festlegung der Reichspostflagge erfolgte durch die Verordnung über die deutschen Flaggen des Reichspräsidenten vom 11. April 1921 und trat am 1. Juli 1921 in Kraft. Danach bestand die Reichspostflagge aus der Reichsflagge mit einem verbreiterten, roten Mittelstreifen sowie einem gelben Posthorn mit senkrechter Kordelwicklung und zwei geschlossenen Quasten, alles ebenfalls in gelber Farbe. Das Maßverhältnis betrug 2:3.
Deutsche Schiffe, die im Auftrag der Deutschen Reichspost die Post beförderten, ohne im Eigentum des Reiches zu stehen, führten, solange sie die Post an Bord hatten, neben der Handelsflagge die Reichspostflagge am Großtopp. Für die gleiche Zeit waren die Schiffe berechtigt, die Reichspostflagge als Gösch auf dem Bugspriet zu führen.
Die Nationalsozialisten kehrten wieder zu Schwarz-Weiß-Rot zurück. Vorübergehend wurde am 31. März 1933 eine Reichspostflagge angenommen, die große Ähnlichkeit mit der Reichspostamtsflagge der Kaiserzeit hatte. Lediglich die Krone entfiel. Endgültig abgeschafft wurde die Reichspostflagge am 19. September 1935. Im Jahr 1936 wurde lediglich noch ein weißer, rotgerandeter Schiffspoststander angenommen.

## Vorläufer

### Preußische Post
Die preußische Post flaggte in den preußischen Farben. Auch die preußischen Postschiffe führten seit 1817 die Staatsflagge mit dem Adler und dem Eisernen Kreuz, die ihnen besondere Rechte und wertvolle Vergünstigungen beim Anlaufen der Seehäfen gewährte. Die Schiffe der preußischen Kriegsmarine trugen dieselbe Flagge und führten daneben noch den Wimpel.

### Norddeutscher Bund und Kaiserreich
Nach der Gründung der Postverwaltung des Norddeutschen Bundes wurden auf Anordnung des Bundeskanzlers Bundesflaggen und nach Gründung des Deutschen Reiches eine Kaiserlich deutsche Postflagge geschaffen. Sie entsprach der deutschen Kriegsflagge, war weiß und wurde durch ein schwarzes Kreuz in vier Felder gestellt. In der Mitte des Kreuzes ruhte auf einer weißen Scheibe der heraldische preußische Adler. Das obere Feld neben der Flaggenstange zeigte auf schwarz-weiß-rotem Grund das Eiserne Kreuz, das untere ein goldgelbes Posthorn. Später wurde die Benutzung der Reichskriegsflagge ausschließlich auf Kriegsmarine und Heer beschränkt und daneben eine Reichsdienstflagge eingeführt. Sie bestand aus der schwarz-weiß-roten Flagge mit einem in der Mitte des weißen Feldes angebrachten, die dienstliche Bestimmung und den Verwaltungszweig kenntlich machenden Abzeichen. Für die Reichspostverwaltung war dies ein gelbes Posthorn mit der Kaiserkrone darüber. Der Staatssekretär Heinrich von Stephan war mit dem Wegfall des Eisernen Kreuzes in der Postflagge nicht recht einverstanden, gab aber schließlich nach mit der bezeichnenden Bemerkung:

„Das Aussehen der Flagge ist mir ziemlich gleichgültig. Das Ansehen ist die Hauptsache.“

| Flagge | Datum     | Verwendung             | Beschreibung |
| ------ | --------- | ---------------------- | --- |
|        | 1871–1892 | Flagge der Postschiffe | Die deutsche Kriegsflagge mit einem goldfarbenen Posthorn in der inneren, unteren Ecke |
|        | 1871–1892 | Gösch der Postschiffe  | Bis 1892 fuhren Postschiffe mit eigener Gösch. Im weißen Streifen ein goldfarbenes Posthorn |
|        | 1892–1919 | Reichspostamtsflagge   | Die goldgelbe Kaiserkrone mit Bändern über einem gleichfarbigen Posthorn in ein weißes, kreisförmiges Mittelfeld gesetzt. Die Flagge wurde am Großtopp gehisst. Solange die Post an Bord war und sich das Schiff im Ankunftshafen befand, durfte die Postflagge auch als Gösch auf dem Bugspriet gesetzt werden. |
|        | 1919 (?)  | Reichspostflagge       | Denkbares Provisorium vor September 1919. Verwendung eher unwahrscheinlich |
|        | 1919–1921 | Reichspostflagge       | Angenommene Reichspostflagge vom 15. Oktober 1919 |
|        | 1921–1933 | Reichspostflagge       | Ab dem 11. April 1921 wurde eine neue Postflagge eingeführt: Auf einem verbreiterten, mittleren roten Streifen befand sich ein goldfarbenes Posthorn |
|        | 1933–1935 | Reichspostflagge       | Eingeführt am 31. März 1933 unterschied sich die neue Postflagge nur wenig von der bis 1919 verwendeten Version. Lediglich die Krone entfiel. Die Flagge wurde bis zum 19. September 1935 verwendet |
|        | 1936–1945 | Schiffspoststander     | Ab dem 14. März 1936 wurde lediglich noch ein vereinfachter Schiffspoststander verwendet, der 1945 wieder abgeschafft wurde |

## Nachfolger
Nach dem Zweiten Weltkrieg gab es in beiden deutschen Staaten jeweils eine Postflagge:
- Bundesrepublik Deutschland:
  - Bundespostflagge
  - Postsignalflagge
- Deutsche Demokratische Republik:
  - Dienstflagge der Deutschen Post (DDR)

## Literatur

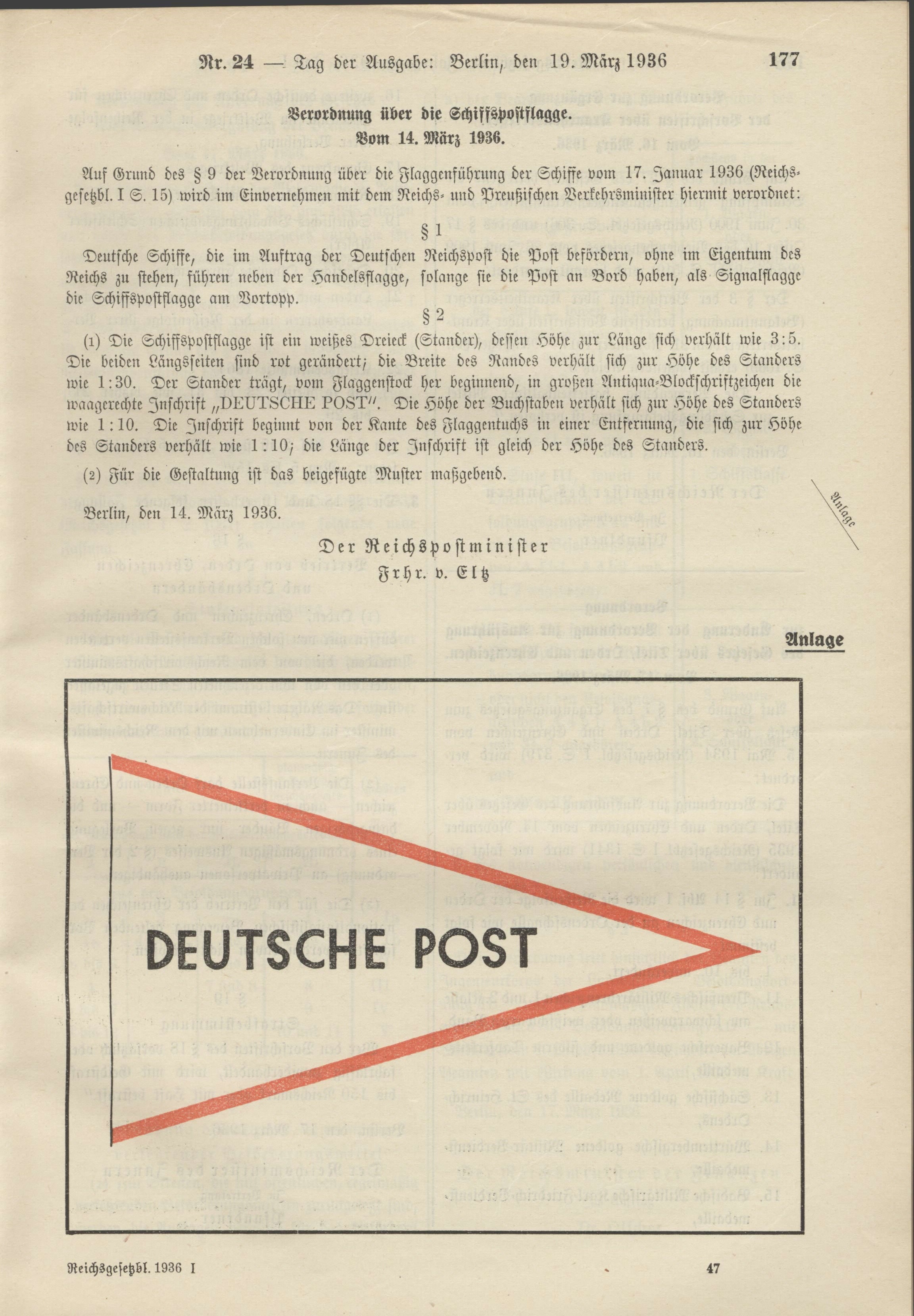
»Verordnung über die Schiffspostflagge« im Deutschen Reichsgesetzblatt vom 14. März 1936, Teil 1